# Dougie Freedman
Douglas Freedman, född 21 januari 1974, är en skotsk fotbollstränare och före detta professionell fotbollsspelare. 
Han har spelat över 300 ligamatcher för Crystal Palace i karriären, för vilken samma klubb han senare blev tränare i. Freedman debuterade i det skotska landslaget 2001 men det blev bara två matcher.